# 라라라 (윤형주의 노래)
〈라라라〉는 1971년 윤형주가 김세환과 함께 만든 앨범인 《별밤에 부치는 노래 씨리즈 VOL.3》에 수록된 노래이다. 윤형주가 단독으로 작곡 및 작사했으며, 대중에는 '조개껍질 묶어'라는 이명으로 알려져있다. 이후 1972년 윤형주의 단독 앨범인 《그님》에 수록되기도 했다. 〈라라라〉는 여름 특유의 분위기를 느낄 수 있는 가사와 멜로디로 당대 청년들의 많은 사랑을 받았으며, 이른바 '통기타 문화'를 형성하는 계기가 되기도 했다.

## 개요
〈라라라〉는 1970년 대천해수욕장에서 윤형주에 의해 즉석에서 만들어진 것으로 알려져 있다. 바닷가에서 알게 된 여학생들이 자리를 뜨려 하자 30분만에 만들어서 부른 것이 〈라라라〉의 시초이다. 윤형주는 조선일보에 기고한 글에서 "떠나겠다는 여학생을 막기 위해 '이 노래가 좋으면 떠나지 말라'며 노래를 만들었는데, 오선지도 없어 빈 종이에 부랴부랴 작곡과 작사를 끝내서 통기타로 노래를 불렀다"며 회고했다. 이후 당시 MBC 라디오의 인기 프로그램이었던 별이 빛나는 밤에의 DJ 이종환의 눈에 띄어 앨범을 내게 되었고, 1971년 《별밤에 부치는 노래 씨리즈 VOL.3》이라는 음반을 김세환과 함께 내게 된다. 이 앨범은 1만 장이 넘는 판매고를 올리며 승승장구했지만, 당시 공연윤리위원회가 패티김의 노래 〈사랑이란 두 글자〉의 표절이라는 이해하기 어려운 이유로 방송금지곡에 〈라라라〉를 지정하는 소동이 벌어지기도 했다.
특히 윤형주를 비롯한 포크 가수들은 〈라라라〉의 성공으로 통기타와 청바지, 생맥주로 대표되는 당대 청년의 아이콘이 되었지만, 당시 대학가에서는 '대학생들이 비판적 정신을 잃고 외래 문화에만 빠진다'는 비판이 나오기도 했다. 그럼에도 꾸준히 인기를 끈 〈라라라〉는 여름과 당대 청년을 모두 상징하는 노래로 남게 되었다. 특히 2005년에는 처음 이 노래가 만들어졌던 대천해수욕장에 〈라라라〉의 노래비가 세워지는 등, 한 시대를 풍미했던 음악으로서의 가치를 드러내기도 했다.

## 리메이크

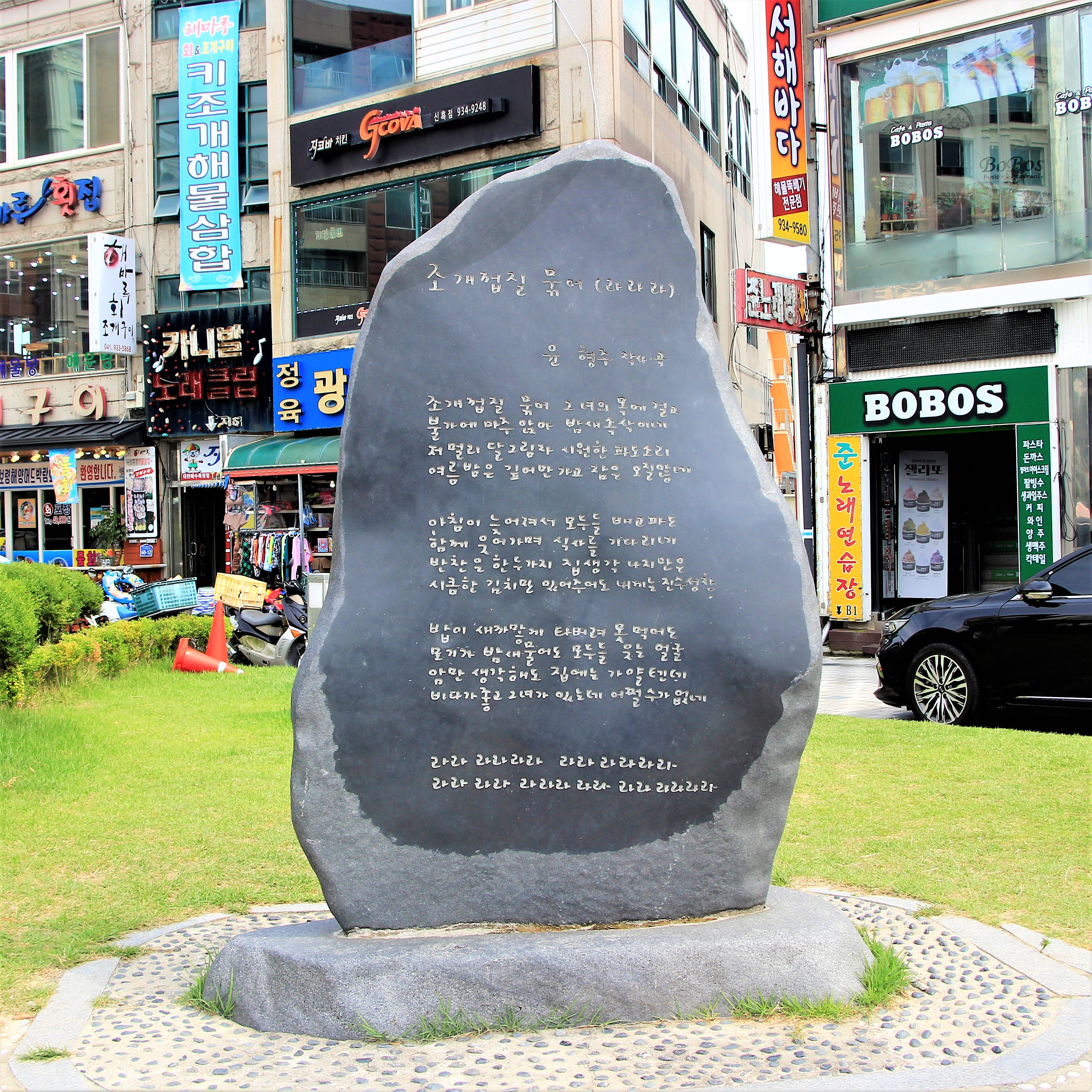
대천해수욕장 분수광장 한켠에 위치한 <라라라>의 노래비

〈라라라〉는 여름의 분위기를 살리는 가사로, 1970년대를 다루는 매체와 작품 등을 통해 활발한 리메이크가 이루어졌다. 강하늘은 윤형주, 송창식, 김세환 등 쎄시봉 구성원들의 일대기를 다룬 영화 《쎄시봉》에 출연하면서 영화의 OST 중 하나로 〈라라라〉를 불렀다. 우쿨렐레피크닉과 함께 부른 이 노래는 〈조개껍질 묶어〉라는 이름으로 발매되기도 했다.